# Partido Nacional Revolucionario
El Partido Nacional Revolucionario (PNR) fue un partido político mexicano activo entre 1929 y 1938. La muerte del presidente electo Álvaro Obregón en 1928, en torno a cuya persona se aglutinaban distintos grupos y dirigentes surgidos de la Revolución mexicana, acarreó un riesgo de dispersión política. En consecuencia y por iniciativa de Plutarco Elías Calles se fundó el PNR para transitar de un «gobierno de caudillos» a un «régimen de instituciones». No obstante, en la práctica la institucionalización política fue solamente de forma y de fondo se trató de un caudillismo orientado hacia su artífice.
Surgió como una coalición de partidos regionales de diversos estados de la República y más tarde se transformó en una organización centralizada cuando se introdujeron cambios en su estructura que disolvieron las entidades que la habían conformado. En su primera etapa siguió una ideología nacionalista y populista y su programa fue un proyecto capitalista que tomó en cuenta y subordinó a obreros y campesinos. Posteriormente, a partir de 1933 adoptó una postura más cercana al socialismo y en su programa político optó por un intervencionismo de Estado en ámbitos como la economía, la educación y la industria. En su segunda etapa también se efectuó la «semicorporativización de las masas», con la creación de confederaciones y otras organizaciones de obreros, campesinos y empleados públicos.
Definido como un partido oficial, introdujo cambios en el sistema político mexicano, como la regulación y contención de los movimientos políticos promovidos por el interés de obtener la presidencia del país y los «beneficios» asociados. A lo largo de sus nueve años de vida mantuvo una posición preponderante en la vida política nacional y de él surgieron los dos candidatos presidenciales vencedores en ese periodo. Sus métodos, sin embargo, alcanzaron niveles como la represión de opositores.
Calles se mantuvo como una pieza importante en las decisiones políticas tanto del partido, como del país, en un periodo conocido como Maximato, que se extendió de 1928 a 1935, año en el que su enfrentamiento con el presidente Lázaro Cárdenas provocó una crisis política. Como resultado, Calles salió del país exiliado y sus seguidores fueron eliminados del gabinete presidencial y del propio partido. El creciente apoyo de Cárdenas a los grupos obreros y campesinos incrementó el descontento de la estructura partidista. En última instancia, el presidente abogó por transformar el partido para incorporar a los propios campesinos y obreros, así como a empleados públicos y militares. Finalmente, el PNR fue disuelto en 1938 y dio paso al Partido de la Revolución Mexicana.

## Antecedentes

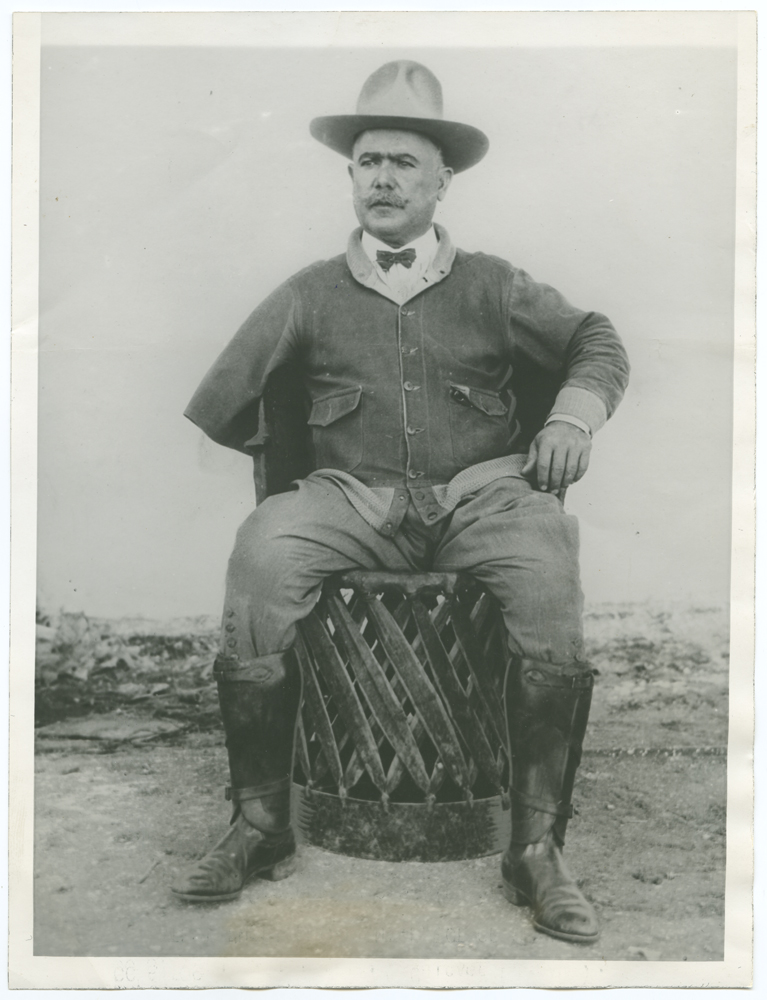
El presidente electo Álvaro Obregón el 2 de julio de 1928, días antes de su asesinato.

Para Aguilar Camín y Meyer (2000), los primeros partidos políticos emanados de la Revolución mexicana manifestaban una reducida «vinculación con las masas» y, en realidad, fungieron más como vía para la promoción de intereses particulares. Estas formaciones tuvieron, por tanto, una «fragilidad» causada por su «clientelismo estrecho, marcadamente personalista». Entre 1917 y 1928, el ámbito político estuvo dominado por cuatro partidos de carácter nacional: el Partido Liberal Constitucionalista (PLC), el Partido Nacional Cooperativista (PNC), el Partido Laborista Mexicano (PLM) y el Partido Nacional Agrario (PNA). El primero fue el «instrumento político» de Álvaro Obregón durante su presidencia —1920 a 1924—, hasta su ruptura con los líderes de la formación, y el tercero el «brazo político» de la Confederación Regional Obrera Mexicana (CROM), encabezada por Luis N. Morones, y principal respaldo de Plutarco Elías Calles a lo largo de su mandato —1924 a 1928—. Estas formaciones convivían con caciques locales y organizaciones obreras y campesinas que, en su mayoría, eran aparatos de los propios caudillos.
El propio Obregón ya había planteado la creación de un ente similar al Partido Nacional Revolucionario (PNR). De acuerdo con Luis L. León, a principios de mayo de 1928, el expresidente le comentó su intención de crear un organismo en el que se fundieran los «grupos revolucionarios dispersos»: «En esta campaña electoral [elección presidencial de 1928] me he dado cuenta de que en materia política la Revolución está desorganizada. Toman parte en estas campañas los mal organizados núcleos burocráticos federales y locales y las organizaciones obreras y campesinas afines a la Revolución; la única fuerza realmente organizada es el Ejército». Dice Salmerón Sanginés (2000) que para este momento «prácticamente no había dudas de la consolidación» del régimen originado del conflicto armado. Sin embargo, aunque Calles le había proporcionado el «aparato institucional mínimo indispensable» durante su gobierno, un obstáculo para ese afianzamiento era la «falta de unidad del grupo gobernante».

### Elección presidencial de 1928
En marzo de 1926, Obregón le manifestó al presidente Calles sus intenciones de volver a contender por la presidencia, ocasión en la que también afirmó sus temores de que ocurriera un conflicto electoral en 1928 entre las fuerzas revolucionarias por la falta de «un gran partido de los “revolucionarios”». Convencido «de que era el indicado para volver a ocupar la presidencia» y decidido a presentarse como candidato a los comicios de 1928, el expresidente asumió «el manejo de la maquinaria política que intentaría conducirlo nuevamente» al cargo. Aunque ese mismo mes aseguró que no había obstáculos para su reelección y tampoco necesidad de reformas constitucionales, estas últimas sí eran necesarias. Esta situación acrecentó los conflictos en la coalición parlamentaria entre PNA y PLM, que mantuvo una mayoría en el Congreso de la Unión y apoyó a Calles durante sus dos primeros años de gobierno. El 20 de octubre, la Cámara de Diputados aprobó con 199 votos a favor el proyecto de reforma de los artículos 82 y 83 de la Constitución Política de los Estados Unidos Mexicanos y, el 19 de noviembre, el Senado hizo lo propio con cuarenta votos.
El 22 de enero del año siguiente, se publicaron las reformas que permitían a un presidente desempeñar nuevamente el cargo por un único periodo no inmediato al primero. En consecuencia, el Congreso de la Unión se dividió en antiobregonistas y obregonistas, que sostuvieron una frágil y fría alianza con los laboristas. Tres días después de que Antonio Díaz Soto y Gama, a nombre del PNA, le ofreciera la postulación, el 26 de junio, Obregón anunció oficialmente sus aspiraciones presidenciales. El Centro Director Obregonista, conformado por amigos cercanos y encabezado por Aarón Sáenz, dirigió su candidatura, que recibió el apoyo «entusiasta» de los agraristas y, más a regañadientes, del PLM, junto con otras formaciones políticas regionales. Al mismo tiempo se comenzó a formar una oposición a su reelección, en la que hubo un frente común entre los generales Francisco R. Serrano y Arnulfo R. Gómez. Ante las pocas posibilidades de ganar, planearon un golpe militar en octubre que les llevó a la muerte al ser descubierta la conspiración y allanó el camino para Obregón, aunque las diferencias entre sus seguidores y los laboristas llegaron a un punto álgido cuando, unos meses antes de los comicios, Morones expresó abiertamente sus desacuerdos con el expresidente.
De acuerdo con Loyola Díaz (1979), en su camino a la reelección, el exmandatario «logró aglutinar el poder necesario» para imponerse, lo que implicó integrar a caciques, organizaciones de masas, campesinas y obreras, cuadros militares, la burocracia política e incluso al propio gobierno callista. Al mismo tiempo, evitó sostener un programa político extenso «por temor a comprometerse». En la jornada electoral del 1 de julio de 1928, recibió el 100 % de los votos —1 670 453 sufragios— y sus seguidores recuperaron la mayoría en la Cámara de Diputados.

### Asesinato de Obregón
El festejo de los obregonistas duró poco, pues dieciséis días después de las elecciones —el 17 de julio de 1928—, el fanático religioso José de León Toral asesinó al presidente electo durante un banquete ofrecido en su honor en el restaurante La Bombilla, en Ciudad de México. Inmediatamente surgieron acusaciones contra Morones y la CROM como responsables del magnicidio e incluso se sospechó de que Calles podría haber estado implicado. Sobre lo primero, Díaz de Soto y Gama aseguró al diario The World que el «autor intelectual del asesinato del general Obregón fue Luis N. Morones  [sic]». A solicitud del presidente, el 21 de julio renunciaron a sus cargos en el gobierno los laboristas Morones —secretario de Industria, Comercio y Trabajo—, Celestino Gasca —a cargo de la dirección de Establecimientos Fabriles y Militares— y Eduardo Moneda —que encabezaba los Talleres Gráficos de la Nación—. Para Zúñiga Aguilar (2011), en ese momento Obregón era el único actor político que «lograba aglutinar a los distintos grupos y dirigentes revolucionarios». Su muerte, por lo tanto, «presentó el peligro de una enorme dispersión política» y sumergió al sistema político en lo que parecía ser una «crisis de liderazgo». No obstante, poco a poco se produjo una tendencia «a dejar en manos de Calles la solución del problema».
El presidente negoció con otros líderes políticos y militares una transición institucional; ante un obregonismo debilitado y dividido, el mandatario «aprovechó tanto su división como el tiempo que le dieron, para formar un nuevo grupo gobernante y reconstruir su poder». Castro Martínez (2012) afirma que la muerte de Obregón «dejó en claro que la época del caudillismo había concluido y que ni Calles ni nadie estaba en condición de sustituirlo», lo que hacía necesaria la búsqueda de una «fórmula institucional que mantuviera la hegemonía revolucionaria». Frente a una visión de Obregón en la que el «poder lo debería concentrar e instrumentar el hombre particular», surgió el modelo político de Calles que buscaba consolidar el «aparato estatal posrevolucionario». Finalmente se acordó la nominación de Emilio Portes Gil, que acabó electo presidente provisional el 25 de septiembre de 1928 con 277 votos del Congreso. Sin embargo, la negativa del PNA de respaldar esta propuesta, ante el rechazo del político de romper con Calles, produjo un conflicto con el mandatario y finalmente la división del partido a inicios de 1929.

## Fundación

### Comité Organizador

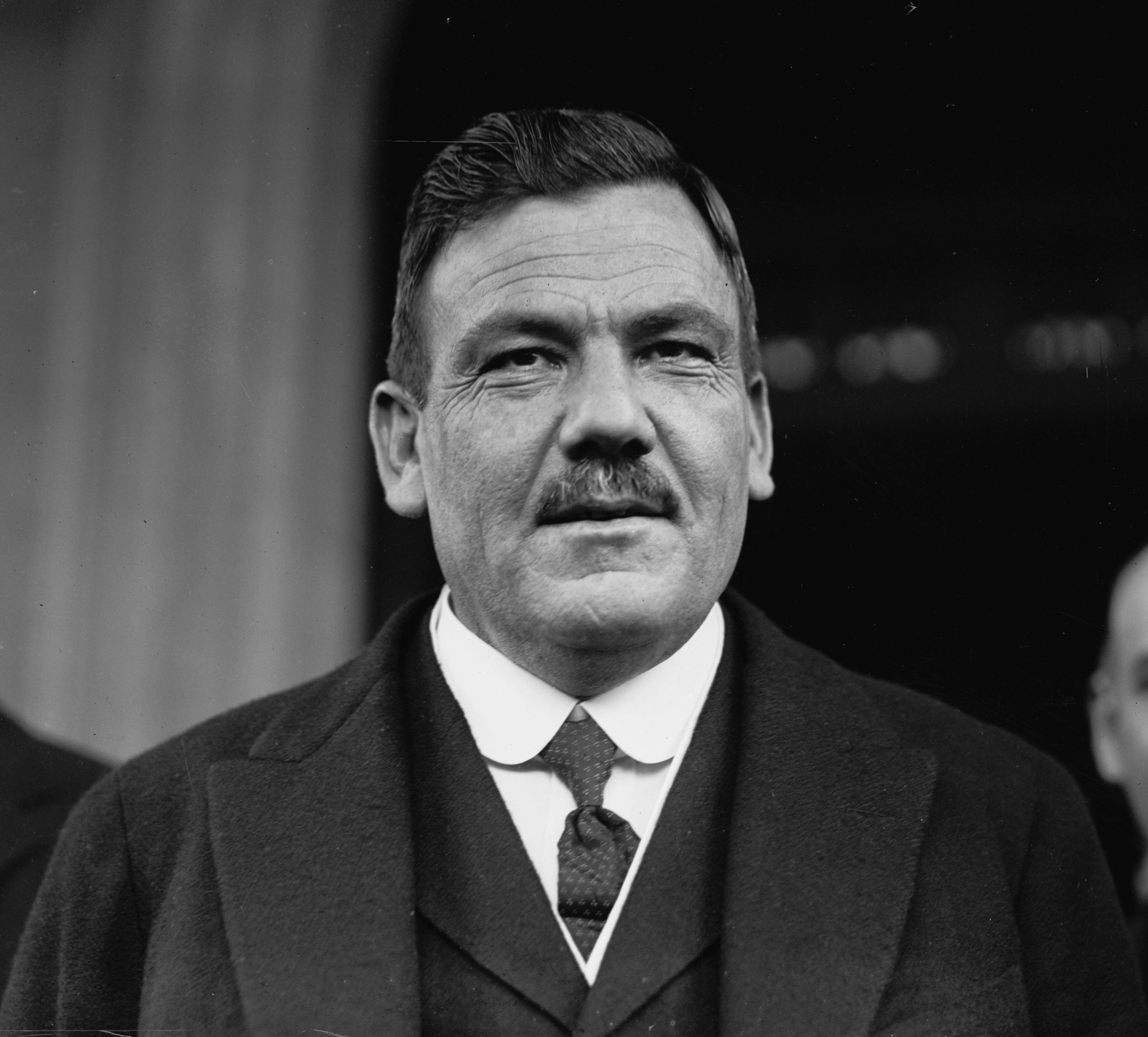
Plutarco Elías Calles en 1924.

Dos semanas después del asesinato, Calles le explicó a Portes Gil «la necesidad de crear un organismo de carácter político, en el cual se fusionen todos los elementos revolucionarios que sinceramente deseen el cumplimiento de un programa y el ejercicio de la democracia». El contexto político, que abarcaba la muerte de Obregón, la Guerra Cristera y los levantamientos de Serrano y Gómez, acabaron por convertir a Calles en el «hombre fuerte», en el «jefe Máximo de la Revolución». En su informe presidencial del 1 de septiembre de 1928, el mandatario recalcó «la necesidad que creemos definitiva y categórica, de pasar de un sistema más o menos velado, de “gobiernos de caudillos” a un más franco “régimen de instituciones”». Igualmente afirmó que no buscaría la prolongación de su periodo. Junto con su designación como presidente, a Portes Gil se le encomendó la organización de elecciones extraordinarias en noviembre de 1929.
También en su informe gubernamental, Calles expresó la necesidad de «reales partidos nacionales orgánicos» y de la organización de las fuerzas políticas, especialmente de los grupos revolucionarios. El 5 de septiembre, se reunió en Palacio Nacional con militares y obtuvo su consenso para «dirigir la política» y organizar la creación del nuevo partido. Al mismo tiempo, diputados como Melchor Ortega, Gonzalo N. Santos y Marte R. Gómez se encargaron de «quitarle el control del Congreso de la Unión a los obregonistas exaltados» y, con su recomposición, el poder legislativo quedó en manos de «una nueva mayoría leal al presidente». Sin embargo, ya desde antes del informe, Calles había informado a algunos de sus colaboradores sobre su proyecto, con lo que encomendó a León, José Manuel Puig Casauranc, Basilio Vadillo y Ezequiel Padilla Peñaloza estudiar los «orígenes, estructura y funcionamiento de los partidos socialdemócratas europeos», así como de los partidos Demócrata y Republicano de los Estados Unidos. A la par revisó, junto con Portes Gil y Bartolomé García Correa, las características de las formaciones políticas regionales.
El 28 de noviembre, se reunieron en la residencia de León para discutir los hallazgos y acordaron formar el comité organizador de la nueva formación política, que recibiría el nombre de «Partido Nacional Revolucionario». El comité, presidido por el propio Calles y también conformado por Pérez Treviño, Sáenz, García Correa, León, Vadillo, Altamirano y David Orozco, invitó a la mayoría de los partidos y agrupaciones a conformar el PNR. Entre sus funciones estaban lanzar la convocatoria para celebrar la convención constitutiva y las bases que las agrupaciones debían cumplir si querían formar parte, redactar un reglamento interno de la convención, una declaración de principios, un programa de acción y un proyecto de estatutos. Sin embargo, su labor principal fue la de «mediar ante las diversas agrupaciones locales para que aceptasen la formación». Se estableció por algunos meses en la esquina del paseo de la Reforma y avenida del Palacio Legislativo número 2 y en ese periodo recibió a múltiples dirigentes políticos para discutir sobre los «documentos fundamentales» del nuevo partido. El 1 de diciembre, el mismo día en que Portes Gil asumió la presidencia provisional, el comité convocó «a todos los revolucionarios» a la convención constituyente del PNR, con excepción del PLM.
Tanto el PLM como el PNA estuvieron ausentes en el comité. El primero por la llegada de Portes Gil a la presidencia, que los obligó a distanciarse de su «antiguo protector [Calles]», y el segundo por temor a que el partido fuera un intento del expresidente por «perpetuarse en el poder». No obstante, luego de su participación en la IX Convención de la CROM, Calles se vio forzado a salir del comité organizador. En un segundo manifiesto, el 8 de diciembre, se informó que el político había decidido «retirarse a la vida privada» y que su posición la ocuparía Pérez Treviño. También Sáenz tomó su distancia para preparar su futura candidatura a la presidencia y, según el manifiesto, con el fin de no ser «motivo de suspicacias la presencia entre nosotros de un pre-candidato  [sic]». Pese a todo, Calles conservó su autoridad política y el comité no dio «un solo paso sin que antes no lo decidiera» él,  además esta situación marcó el inicio del periodo conocido como Maximato. En este sentido, Fuentes Díaz (1998) señala que el exmandatario fue el «iniciador y propulsor del PNR, su pontífice y amo indisputado, y a través de él ejerció su larga hegemonía personal en la política». Por su parte, Nacif (2001) indica que erigido como «"Jefe Máximo" de la familia revolucionaria», sostuvo una «enorme influencia política» con la que logró imponerse a los propios presidentes y mantener lo que para algunos autores se trató de una diarquía.

### Documentos oficiales

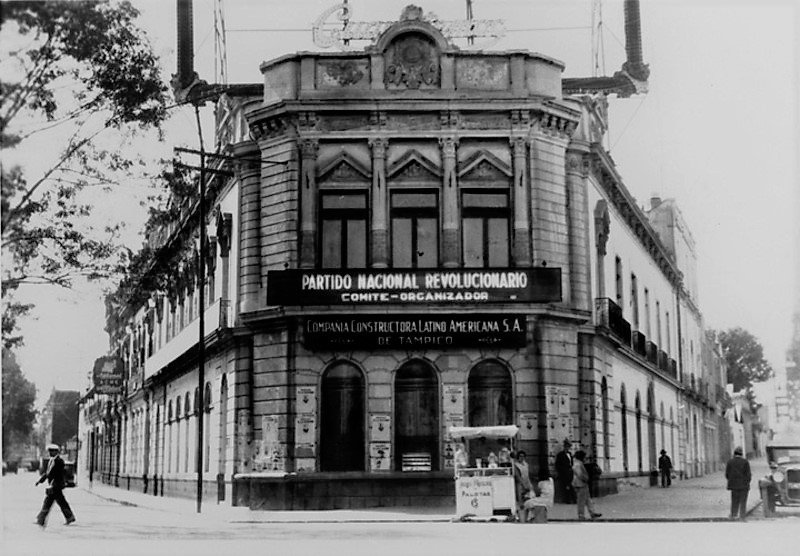
Oficinas del comité organizador del PNR en la esquina del paseo de la Reforma y avenida del Palacio Legislativo núm. 2.

Sin embargo, Sáenz no recibió el apoyo de todos los obregonistas, pues algunos lo consideraban conservador y «demasiado personalista», además ciertos políticos temían la pérdida de sus cacicazgos con su llegada al poder. En consecuencia, se comenzó a construir la candidatura de Pascual Ortiz Rubio, entonces embajador en Brasil. El 5 de enero de 1929, el comité organizador publicó la convocatoria de la Convención Constitutiva del Partido Nacional Revolucionario, planeada para celebrarse en Santiago de Querétaro entre el 1 y el 4 de marzo siguientes. En tal escrito, el organismo se presentaba como el «legítimo heredero de la Revolución» y aseguraba que la futura formación cumpliría con las funciones de «vigilancia, de expresión y de sostén» de la Revolución, de la que se asumía como su «órgano de expresión política». Por otra parte, se informaba que la convención estaría integrada por los delegados de «todos los Partidos y agrupaciones de la República [...] que se hayan adherido al Comité Organizador o se adhieran a él hasta el 10 de febrero próximo». Los miembros buscaron una amplia difusión para la convocatoria, para lo que hicieron anuncios en radio y lograron que periódicos locales y nacionales la publicaran.
No obstante, el proyecto recibió una «fría acogida» dado que sectores de la población lo identificaba «con el general Calles y no veían en él más que a una tentativa de importancia secundaria». Otros, como los estratos medios, estimaban a los callistas como «hombres profundamente corruptos», cuya iniciativa buscaba mantener vigente al régimen de Calles. Mientras que organizaciones campesinas y sindicales independientes de la CROM optaron por ignorarla al verla como «una maniobra más del grupo callista». Tanto Portes Gil, como los integrantes del comité y el propio Calles asumieron desde ese momento la tarea de «convencer a todos los caciques, caudillos y grupos políticos, de entrar a la nueva organización y aceptar el compromiso que significaba el pacto que en la convención se firmaría». El 20 de enero, se publicó el «Proyecto de Programa del Partido Nacional Revolucionario» y seis días más tarde el «Proyecto de Estatutos del Partido Nacional Revolucionario». Para Lajous (1979) lo más destacado de la declaración de principios fue el «pluriclasismo»: mientras que identificaba a la organización con las clases obreras y campesinas, no proponía la destrucción del resto. Al programa de acción lo califica de «contradictorio» al pretender un populismo a la par de una política financiera que dedicaba la mayoría de los recursos al pago de las deudas externa e interna, incluyendo la agraria, en beneficio únicamente de las «clases poseedoras».
Los documentos contenían «ideas generales y pragmáticas» y el programa de acción abarcaba temas como educación, hacienda, industria, agricultura y comunicaciones. Vadillo, Casauranc y León redactaron ambos proyectos, junto con el programa de acción, para lo que contaron con la ayuda de especialistas y que fueron difundidos a la prensa luego de ser aprobados por Calles. En la declaración se establecieron cinco principios: se acepta absolutamente y sin reservas el sistema democrático y gubernamental establecido en la Constitución; se define que una de las principales finalidades del partido sería la de hacer en el país «un mejor medio social», reivindicando los artículos 27 y 123 constitucionales y la Ley del 6 de enero de 1915; se declara que el «constante e indeclinable sostenimiento de la soberanía nacional debe ser la base de la política internacional de México»; se establece que, pasada la Revolución, «los gobiernos emanados de la acción política del Partido deberán dedicar sus mayores energías a la reconstrucción del país», y se luchará por constituir gobiernos «con hombres de ideología revolucionaria [...] siempre que estén moral e intelectualmente capacitados para llevar a cabo la realización del Programa eminentemente patriótico de la Revolución».
Por otro lado, dado que Vadillo se encargó del proyecto de estatutos, que preveía una formación con «armazón débil, pero profundamente centralizado», Garrido (2005) estima que muy probablemente tomó como modelo «algunos aspectos del Partido Comunista» de la Unión Soviética, país en el que fungió como embajador. Por su parte, Córdova (1994) asegura que por su estructura, aunque no estaba escrito en los estatutos, los organismos integrantes «tenían sus días contados», además de que se «anticipaba la estructura corporativista que el partido oficial se daría nueve años después».

### Convención Constitutiva

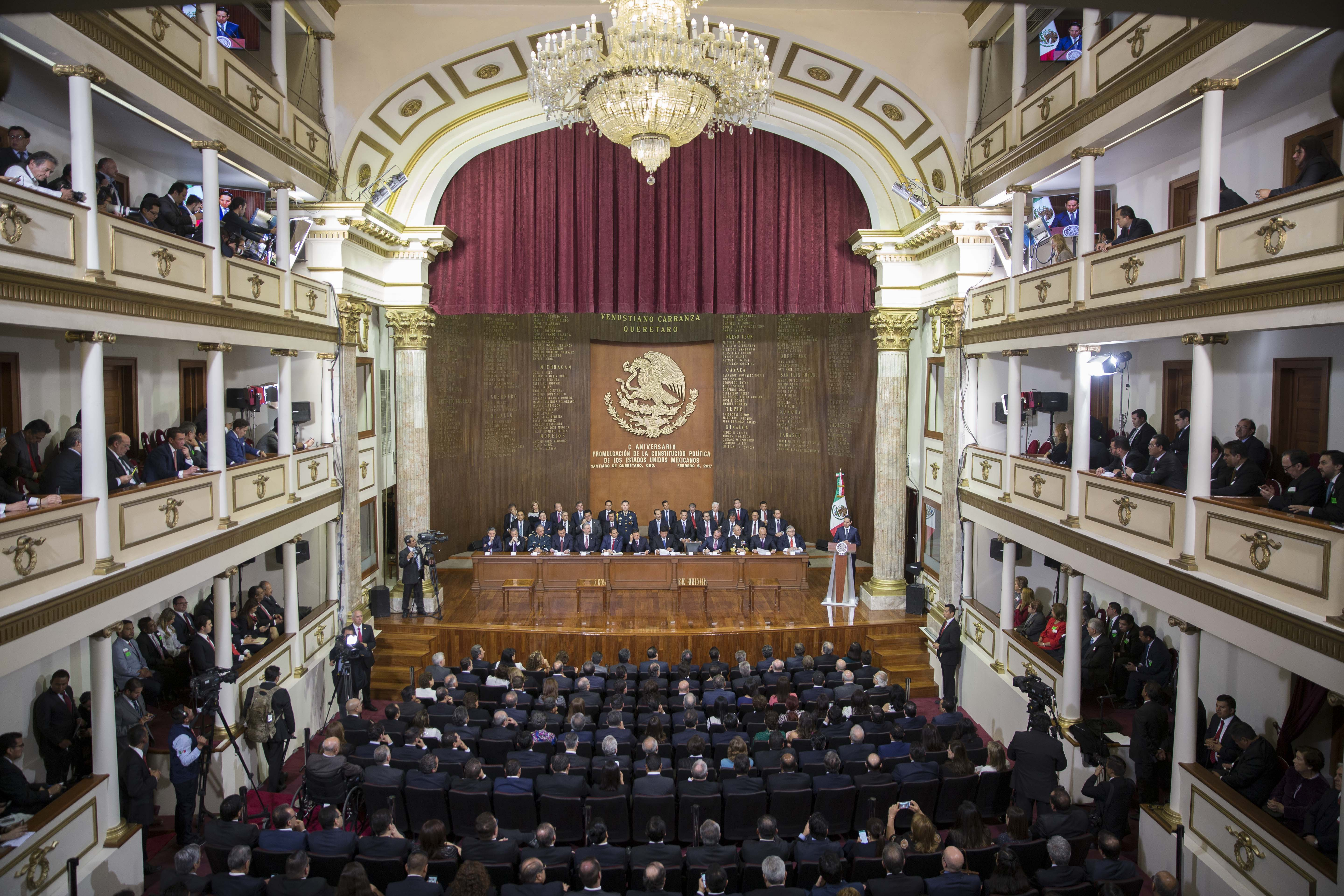
Interior del Teatro de la República de Santiago de Querétaro en 2017.

A la Convención Constitutiva del Partido Nacional Revolucionario asistieron representantes del 90 % de las agrupaciones políticas nacionales, con la ausencia de partidos como el Laborista y el Comunista Mexicano (PCM). Inició a las 16:00 horas del 1 de marzo de 1929 frente a 874 delegados de 1434 esperados, en el Teatro de la República de Santiago de Querétaro, y el último día, el 4 de marzo, se declaró formal y legalmente constituida la formación política. En la convención, cuyo presidente fue Filiberto Gómez, también se aprobaron la declaración de principios, el programa de acción, los estatutos y se firmó el «Pacto de Unión y Solidaridad». El primer Comité Ejecutivo Nacional quedó conformado por Pérez Treviño (presidente), León (secretario general), García Correa (secretario de actas), Melchor Ortega (secretario de prensa), Orozco (secretario tesorero), Santos (secretario del Distrito Federal) y Gómez (secretario del Exterior).
No obstante, a la constitución del partido se opusieron los laboristas, los agraristas, los cromistas y el recién reconstituido Partido Nacional Antirreeleccionista (PNAR), que lo acusó de no ser un partido democrático, cuya asamblea se integró de «delegados sin representación» y «partidos ficticios». López Villafañe (2005) apunta que luego de su creación empezó «una rápida y formidable cooptación de organizaciones ya existentes y se declara como el organismo político más representativo de la revolución». Cuatro meses después el PNR controlaba cinco mil municipios, contaba con 280 centros distritales en los estados y estaba formado por 31 partidos locales «subordinados al comité nacional».
Los documentos se aprobaron sin debate, aunque con algunas modificaciones de forma, puesto que los delegados prestaron más atención a la otra tarea de la convención: la elección del candidato a las elecciones extraordinarias de 1929. En este momento de la carrera presidencial, que comenzó el 2 de enero de ese año, Sáenz y Ortiz Rubio eran los dos únicos precandidatos, de los que el primero partía como favorito y se creía que contaba con el apoyo de Calles, por lo que se presentaba como el candidato de «obregonistas-callistas». No obstante, al final el elegido fue Ortiz Rubio, en una decisión en la que «se vio claramente la injerencia» del expresidente. Para Medin (1982), de alguna manera, esta táctica fue un «antecedente del tapadismo que tiene por objetivo alentar todas las ilusiones y evitar todas las disidencias». Aunque Sáenz denunció la convención como farsa, acabó por respaldar al partido cuando estalló la rebelión escobarista, cuya derrota eliminó a varios de los posibles adversarios del candidato del PNR. En este sentido había cuatro personas apoyadas por movimientos anticallistas: Gilberto Valenzuela, José Vasconcelos, Antonio I. Villarreal y Pedro Rodríguez Triana.

## Organización

### Estructura
Según los estatutos de 1929, el Partido Nacional Revolucionario tuvo como órganos al «Comité Municipal», al «Comité de Distrito», al «Comité de Estado o Territorio» y al «Comité Directivo Nacional», cuyos miembros eran elegidos en las asambleas correspondientes y «en forma directa y por mayoría de votos». El primero, conformado por cinco miembros como mínimo, era el encargado de la «propaganda política y social» del partido en el municipio. El segundo fue de «carácter eventual» y solo funcionó en periodos electorales de diputados y senadores o elecciones locales y su función era la de «dirigir, controlar y encauzar los trabajos electorales en los comités municipales correspondientes a un mismo distrito» electoral.
El tercero era integrado por un máximo de quince personas y fungió como «órgano armonizador en las dificultades» que surgieran entre los comités municipales o de distrito y funcionaba «por medio de un Comité Ejecutivo» que actuaba en la capital del estado o territorio. Finalmente y al igual que el anterior, el Comité Directivo Nacional funcionaba por medio de un Comité Ejecutivo Nacional (CEN) y se integraba por «un representante de cada uno de los partidos de las entidades de la República». Los trabajos del CEN consistían en «controlar y dirigir los trabajos políticos» partidistas en el país, convocar al Comité Directivo «cuando la importancia o trascendencia» lo ameritasen, «sostener todos los candidatos» y servir de «armonizador y árbitro en las controversias y dificultades», entre otros.
Según Garrido (2005), la formación tuvo una «doble estructura»: una directa, conformada por los distintos comités, y otra indirecta, integrada por los partidos nacionales, regionales y municipales afiliados. Sin embargo, Córdova (1994) discrepa, pues aunque reconoce que existió una estructura directa, aclara que los «partidos no formaban ningún entramado organizativo particular ni los estatutos propuestos lo reglamentaban». El primer autor también asegura que la intención de Calles fue «someter a la autoridad central a los diversos caciques que ejercían el poder arbitrariamente en diversas zonas del país». Báez Silva (2001) agrega que surgió «como un amplio frente de los revolucionarios agrupados en 148 partidos de 28 entidades federativas, como una confederación de partidos». Más tarde, en 1933, se produjo la disolución de las agrupaciones con el proceso de centralización; en su Segunda Convención Nacional, el PNR estableció un plazo no mayor a seis meses para que las formaciones se disolvieran y determinó la expulsión de todos los miembros de las que se negaran a hacerlo.

#### Presidentes del Partido
Los siguientes fueron los presidentes del Comité Ejecutivo Nacional entre 1929 y 1938:
| - 4 de marzo de 1929 al 11 de febrero de 1930: Manuel Pérez Treviño - 11 de febrero de 1930 al 22 de abril de 1930: Basilio Vadillo - 22 de abril de 1930 al 15 de octubre de 1930: Emilio Portes Gil - 15 de octubre de 1930 al 28 de agosto de 1931: Lázaro Cárdenas del Río - 28 de agosto de 1931 al 12 de mayo de 1933: Manuel Pérez Treviño - 12 de mayo de 1933 al 9 de junio de 1933: Melchor Ortega | - 9 de junio de 1933 al 25 de agosto de 1933: Manuel Pérez Treviño - 25 de agosto de 1933 al 14 de diciembre de 1934: Carlos Riva Palacio - 14 de diciembre de 1934 al 15 de junio de 1935: Matías Ramos - 15 de junio de 1935 al 20 de agosto de 1936: Emilio Portes Gil - 20 de agosto de 1936 al 1 de abril de 1938: Silvano Barba González |

### Características

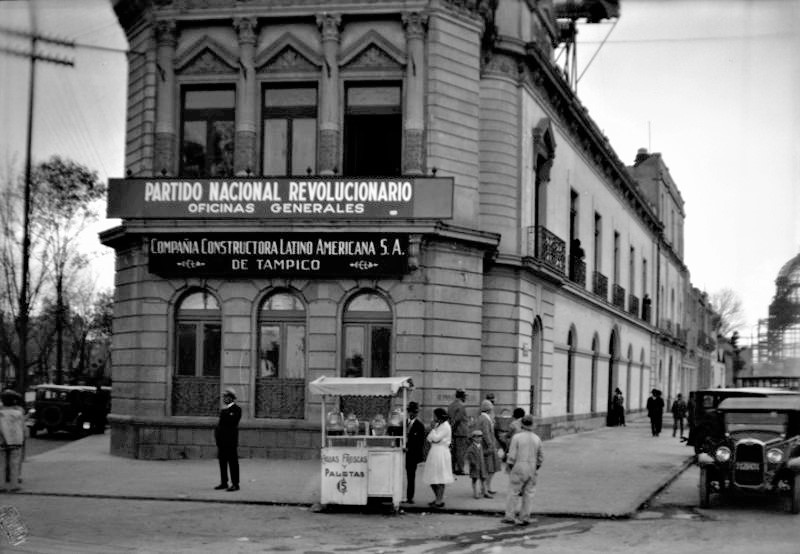
Oficinas generales del PNR en la esquina del paseo de la Reforma y avenida del Palacio Legislativo, a mediados de 1929.

Fuentes Díaz (1998) asegura que la formación nació como «una coalición de los partidos regionales» existentes en diversos estados de la República, hasta la Segunda Convención Nacional, cuando se «acordó la disolución de las agrupaciones que lo habían constituido». En este sentido, agrega que el PNR tuvo «un importante aspecto positivo y varios negativos» en la evolución política de México. El primero fue la «liquidación» de múltiples partidos regionales, facciones y grupos, muchas veces envueltos en conflictos por sus ambiciones electorales, de tal forma que evitó «agitaciones sangrientas y estériles». Uno de los puntos negativos que sostiene es que no nació como resultado de un «proceso democrático», sino que fue fruto de la «iniciativa personal» de Calles. Por otro lado, «no llevó a cabo [...] una labor de afiliación individual», puesto que consideró de forma automática como miembros a los empleados públicos y a integrantes de los partidos regionales que lo formaron. En este aspecto, según un decreto de Portes Gil del 25 de enero de 1930, estos empleados estaban obligados a contribuir «con siete días de sueldo al año para el sostenimiento del Partido [...]».
De esta forma, «apareció como un órgano consustancial del Estado, integrado y sostenido burocráticamente, sin cuotas voluntarias [...]» y siendo la «obligada antesala de los puestos públicos». No obstante, en su historia el PNR reflejó «el sello personal de sus propios líderes». Así, dentro de la dirección de Riva Palacio el partido reforzó los métodos de «compadrazgo, el burocratismo [...] la incondicional sumisión», mientras que en la de Cárdenas «hubo un aire de austeridad, menos servilismo [...]» y una mayor búsqueda de contenido popular. En sus estatutos de 1929, se definía que el distintivo de la agrupación «serán tres barras verticales: verde, blanca y roja, con las letras P. N. R. sobre ellas, encerradas dentro de un círculo blanco, que a su vez estará encerrado dentro de un círculo rojo», mientras que su lema fue «Instituciones y Reforma social».
Al dividir la historia política del Partido Revolucionario Institucional (PRI), Guillén Vicente (1997) señala que el PNR se ubicó en la primera fase (1929 a 1934-1935), la caracterizada por el «personalismo» de Calles, y en los inicios de la segunda, el «colectivismo», iniciada tras la llegada de Cárdenas al poder. La primera se relaciona con el surgimiento del «bonapartismo mexicano» y la institucionalización de las fuerzas revolucionarias; «en suma, con la conformación de bloques de clase estable» y con un proyecto capitalista, en el que «campesinos y obreros fueron tomados en cuenta y subordinados». En la segunda se «presencia la consolidación del bonapartismo con la semicorporativización de las masas». En este periodo, los obreros forman la Confederación de Trabajadores de México (1936) y la Confederación Nacional Campesina (1937) y los burócratas la Federación de Sindicatos de Trabajadores al Servicio del Estado. Además, en diciembre de 1933, se reformaron los estatutos en lo relacionado con la autonomía de los partidos estatales y su participación en el Comité Directivo Nacional. En su lugar, ahora se elegían representantes del organismo en cada uno de los estados de la República. Estos cambios, que supusieron una «cierta centralización», marcaron el inicio de la transformación del PNR en el Partido de la Revolución Mexicana (PRM).
Revueltas (1993) lo define como un «partido oficial», un «instrumento de control político que en su primera etapa tuvo como objetivo institucionalizar la lucha por el poder». Al respecto, Salmerón Sanginés (2000) asegura que el PNR nació como un «partido único» que dominó la escena política, en la que tardaron muchos años las demás formaciones en tener «fuerza real». Sin embargo, no se trató de un «partido único de tendencia totalitaria» —como ocurrió con el falangismo español o el comunismo soviético—, sino que era una formación que se incomodaba «con esa situación, y nunca dio carácter doctrinario ni oficial a su monopolio político». En cambio, para González Padilla (2014) el PNR «estableció un sistema autoritario que lo sostenía», a partir de herramientas que utilizó, como la disolución y el control de agrupaciones locales, la cooptación política, el «establecimiento de la disciplina partidaria» y la «afirmación del poder presidencial como eje de apoyo de la nación mexicana». Tales circunstancias representaron las bases de Calles para asentar al Estado y que Cárdenas consolidó con la transformación de la formación en el PRM y la destrucción «definitiva de los viejos partidos».
Escobedo (2000) plantea que el régimen «se negó a reconocer y auspiciar la pluralidad política», aunque al mismo tiempo aceptara retóricamente su importancia. Por tanto, «no había más pluralidad que la expresada en la "constelación de intereses"» integrados en el nuevo partido, para lo que se dispuso de una «trama legal e institucional» que permitiera conservar su dominio y la «hegemonía de la élite» sin dejar de celebrar comicios. El gobierno fue la «institución patrocinadora» de su creación, lo que determinó su característica de «partido del régimen político»; para Reveles Vázquez (2003), el PRI en su primera etapa fue un «efímero intento de un partido político de estructura directa». Por tanto, el PNR ha recibido múltiples denominaciones y calificativos, «como partido oficial, o de gobierno, o de Estado, o hegemónico».

#### Ideología y programa
Mientras que Delgado de Cantú (2003) asegura que el PNR «adoptó una ideología y una retórica constitucionalista, nacionalista, agrarista y obrerista», Ruezga Barba (1992) establece que el partido carecía de una ideología «que le diese personalidad», lo que lo llevó a «contradicciones importantes». En este sentido, cita a Lajous (1981), quien señala que una contradicción surge al examinar el programa de acción del partido: mientras que por un lado alienta el nacionalismo y el populismo, así como el establecimiento de políticas en beneficio de las «clases desposeídas», por otro, en su política financiera determina destinar «la mayor parte de sus recursos al pago de las deudas internas y externas», lo que solo beneficiaba a las «clases pudientes». En resumen, Lajous califica el programa de «[d]emagogia revolucionaria acompañada de políticas altamente conservadoras». Por otra parte, el partido se presentaba «abierto a todos los ciudadanos, condescendiente en el aspecto ideológico, pero exigente en la disciplina», se mostraba «como una fuerza que organizaba y disciplinaba a "todos los que querían acercarse a él"» y su «elemento cohesivo» se centraba en la «disciplina alegre, ciega y heroica» solicitada por el Comité Ejecutivo Nacional.
Córdova (2007) señala que con su llegada «comenzó a tomar cuerpo la doctrina de la política económica de la Revolución [...]». También aparecieron conceptos como «nacionalismo económico», «nacionalismo revolucionario», «rectoría estatal de la economía», «economía mixta» y «soberanía sobre los recursos naturales», entre otros. En los documentos de la agrupación «los revolucionarios [...] habían llegado a su mayoría de edad ideológica». No obstante, fue hasta que Cárdenas llegó al poder que el «régimen de la Revolución Mexicana alcanzó su consolidación definitiva» y la ideología revolucionaria se convirtió en un «sistema de convicciones y creencias de las que participa una amplia mayoría de la sociedad mexicana». En su programa el PNR reconocía la importancia de las clases trabajadoras y se comprometía a luchar por cuestiones como la protección de los indígenas, la soberanía y la reconstrucción nacional, el interés colectivo por encima del individual, elevar el nivel cultural por medio de «capitales mexicanos», intensificar y organizar la pequeña industria, distribuir tierras y fomentar la industrialización de productos agrícolas, entre otras cosas.
Camacho Vargas (2013) sostiene que la unidad que representó permitió que la lucha armada «dejara de ser la única vía para determinar la sucesión presidencial». También formuló el nacionalismo revolucionario «para dar sentido e identificación» a México. Y concluye con que el partido no era de clase y tampoco ideológico, era plural y su afán fue sumar a todos los que compartían sus principios y programa. En diciembre de 1933, en el PNR se elaboró el Plan Sexenal, un «programa político» para el siguiente gobierno, que justificaba como «recurso de legítima defensa  [sic]» el adoptar una «política de nacionalismo económico» frente a la «actitud mundial caracterizada por la tendencia a formar economías nacionales autosuficientes».
Al respecto, Medin (2003) dice que al comparar la declaración de principios de 1929 y el plan de 1933, se observa que las «notas clasistas y socialistas [del Plan Sexenal] son nuevas y algo disonantes» y agrega que algunos políticos comenzaron a compenetrarse con el marxismo, aunque se trató «más de una postura social que de una doctrina política marxista». Además, apunta que su tesis central fue el intervencionismo del Estado en los campos agrario, industrial, sindical y educativo. En este sentido, el informe de la Comisión Dictaminadora del Plan Sexenal señalaba que el Estado mexicano debía «asumir y mantener una política de intervención reguladora de las actividades económicas de la vida nacional», al mismo tiempo que se mantenía un «respeto a los derechos e iniciativas individuales». De tal forma que el plan estipuló un «estricto apego» a la propiedad privada, a la que postuló como «garantía de los individuos». Según Segovia (1968), el nacionalismo —especialmente en términos económicos— alcanzó su «punto máximo en el periodo revolucionario» durante el mandato de Cárdenas, lo que adjudica a dos razones: los cambios estructurales de la economía en periodos anteriores y la crisis económica mundial.

### Participación femenina
En términos de la participación femenina, el PNR hacía referencia en su declaración de principios a «ayudar y estimular paulatinamente el acceso de la mujer mexicana a las actividades de la vida diaria», pero no se comprometió con la igualdad de derechos políticos y no reconocía a las mujeres como integrantes del partido. En 1935, la formación invitó a Margarita Robles de Mendoza a formar comités femeniles y al año siguiente aceptó la participación de mujeres en plebiscitos internos. Gracias a lo anterior, el Comité Femenil Municipal del Puerto de Veracruz presentó a María Tinoco y Enriqueta Limión de Pulgarón como precandidatas a diputadas propietaria y suplente, respectivamente. Sin embargo, pese a su victoria el CEN no reconoció su triunfo. Poco después, en febrero de 1937, se repitió la misma situación en Uruapan y León, aunque en esta última ciudad, la candidata Soledad Orozco logró que el comité estatal admitiera su victoria y la postulara en las elecciones de julio. Por otra parte, el partido contó con un programa de acción femenina que consideraba incorporar «a la mujer mexicana a la vida cívica y política de la nación», otorgarle «iguales derechos que al hombre» para desarrollar sus facultades «en la medida de sus fuerzas» e «igualdad de derechos para la mujer ante las leyes civiles, sociales, económicas y políticas».
Ramos Escandón (1994) indica que, aunque el partido se pronunció a favor del sufragio femenino, en su visión la incorporación de la mujer a la vida cívica debía ser gradual, para que se «despojara de su inherente religiosidad y se preparara políticamente». Personajes como María Ríos Cárdenas señalaron la «injusticia inherente» al hecho de que todo hombre pudiera votar, pero una mujer, aun con educación universitaria, no pudiera hacerlo. En 1934, las mujeres del PNR convocaron al Tercer Congreso Nacional de Mujeres Obreras y Campesinas, en donde se presentaron trabajos en apoyo de madres solteras y se exigió la facilitación de los trámites de divorcio y la creación de trabajos, así como un castigo a los esposos golpeadores. Poco después, las militantes del PNR y del PCM formaron el Frente Único Pro Derechos de la Mujer (1935), que agrupó a «feministas de izquierda y de derecha, simples liberales, católicas y del sector femenino del PNR, callistas y cardenistas». Tal organismo se constituyó de ochocientas agrupaciones con cerca de cincuenta mil integrantes que buscaban el derecho al voto y ser votadas, para lo que condujeron mítines, foros y manifestaciones.
De acuerdo con Monteón González y Riquelme Alcántar (2007), el PNR —«esencialmente un partido de hombres»— mantuvo una actitud paternalista pese a reconocer la «presencia y potencial [...] [de] las grandes masas femeninas del campo y las ciudades, cada vez más activas en los sectores productivos». Por su parte, Cano (2007) la considera una «postura ambigua», pues incluso con la posición a favor del presidente Cárdenas, la «política femenil no dejó de ser un asunto menor en el PNR». En este sentido, el mandatario presentó en 1937 una iniciativa de reforma del artículo 34 constitucional para otorgarle a las mujeres la ciudadanía. Aunque se aprobó en el Congreso, su debate se pospuso hasta después de la Asamblea Nacional Constituyente del PRM en marzo de 1938, y finalmente no logró su cometido por «falta de declaratoria», motivada por el temor del grupo gobernante de que el voto femenino beneficiara a la derecha.

### Elección de candidatos

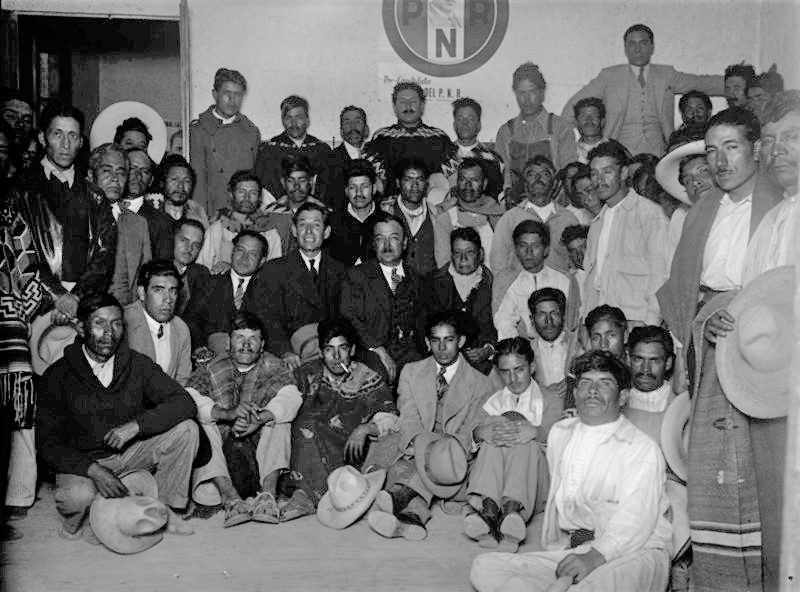
Un candidato del PNR con trabajadores, alrededor de 1930.

A lo largo de sus nueve años de existencia, dentro del PNR se llevaron a cabo seis elecciones internas para elegir a los candidatos a la presidencia, las diputaciones, las senadurías y otros cargos (1929, 1930, 1932, 1933, 1934, 1937). Los estatutos de 1929 determinaban que los aspirantes debían cumplir, además de los requisitos constitucionales, los siguientes: ser miembro del PNR con una «antigüedad de dos años cuando menos» al momento de la convención respectiva; haber hecho «obras meritorias en favor de la Revolución, y especialmente en favor del proletariado mexicano», y de la propia formación política, y nunca haber combatido los «principios revolucionarios, ni haber traicionado los postulados» partidistas. La selección se producía mediante votación indirecta, es decir, los delegados elegidos en las convenciones municipales elegían a los candidatos en las correspondientes convenciones: distritales para diputados locales y federales, estatales para gobernadores y senadores y nacionales para presidente. Además, tales convenciones «debían ser avaladas por el Comité Ejecutivo Nacional».
Para Navarrete Ángeles (2000) el nacimiento del PNR significó la institucionalización de «las reglas para acceder al poder político en México». La agrupación política pareció favorecida por el «régimen político autoritario al perpetrarse el fraude electoral, sobre la candidatura relativamente de oposición de José Vasconcelos». Desde entonces, se favoreció «el carácter no competitivo de las elecciones en México». En este sentido, el primer proceso de elección interna fue para el candidato presidencial de los comicios extraordinarios de 1929, en la que resultó ganador Ortiz Rubio. Un año después, se llevó a cabo el segundo para los aspirantes a las elecciones legislativas de 1930. A diferencia del primero, este último resultó «más difícil de manejar para la dirigencia nacional», dado que las convenciones distritales y estatales fueron objeto de pugnas entre partidos locales por el control del proceso de nominación, por lo que los directivos tuvieron limitadas influencias en el resultado. Su arma «más poderosa» fue la de desconocer las convenciones y los candidatos resultantes; aunque pocas veces se usó, sus consecuencias fueron «desastrosas».
Esas elecciones fueron las primeras en las que se permitió la reelección de legisladores y, en gran medida, los candidatos ganadores fueron elegidos por «gobernadores, caciques, líderes de partidos regionales y caudillos militares». En el tercer proceso se observó la influencia de Cárdenas, en ese entonces presidente del partido, por lo que se adoptó un mecanismo plebiscitario, previo a la convención municipal. Según la formación, en el plebiscito celebrado el 3 de abril de 1932 participaron 1.4 millones de personas. En las diferentes convenciones subsecuentes se seleccionó a los candidatos a diputaciones y senadurías mediante el voto indirecto. No obstante, nuevamente fue relevante el papel de «gobernadores, caciques y caudillos» al momento de la selección de candidatos. El cuarto proceso resultó en la selección de Cárdenas como candidato presidencial para los comicios de 1934 y para la elección interna siguiente, el Reglamento de Elecciones Internas detalló y ordenó los pasos a seguir en las convenciones, aunque mantuvo el voto indirecto. Zúñiga Aguilar (2011) indica que la «arbitrariedad» y el «nepotismo» en la designación siguió siendo una «constante muy socorrida».
Respecto a los resultados, López Villafañe (2005) asegura que, para agosto de 1934, de 171 miembros de la Cámara de Diputados, 170 eran del PNR y uno del PLM. Mientras que, en el Senado, la mayor parte eran exgobernadores, sus allegados, fundadores y líderes estatales del partido. Lo que, según Zúñiga Aguilar (2011), «muestra la repetición de un ciclo, en donde el dominio de los caciques y gobernadores sobre las candidaturas del partido no se ponía a discusión», dejando a un lado la figura del presidente. Es a partir del último proceso interno (1936) que se modificaron las formas de selección: los aspirantes a candidaturas fueron elegidos en asambleas (de organizaciones de obreros, comunidades agrarias, sindicatos de campesinos y miembros del PNR) y en ellas se eligió también un delegado que representaba a su organización en la convención distrital. La conformación de la nueva legislatura mostró que aunque parte de la forma de repartición de poder en la selección de candidatos no sufrió modificación, habían surgido nuevos actores políticos: los líderes obreros y campesinos.
Con la prohibición de la reelección consecutiva, el PNR siguió una política de puertas abiertas que permitió la incorporación de nuevos cuadros políticos al partido. Adoptada en 1936, se diseñó para acomodar a los líderes de la Confederación de Trabajadores de México (CTM) y más tarde evolucionó para dar lugar a las cuotas de candidaturas, que daban libertad a la CTM para «distribuir un número determinado de candidaturas entre sus miembros» y según sus criterios. Este sistema de cuotas dividió a la agrupación en tres sectores: la CTM, el grueso del partido y las organizaciones campesinas. En última instancia, fue «un arreglo satisfactorio para resolver las disputas internas». Más tarde, el PNR absorbió a la CTM y organizó la Confederación Nacional Campesina (CNC). Los nuevos cambios estructurales acontecidos después transformaron los sectores, pues ahora la formación se basaba en los sectores obrero, campesino y popular, conformados por diversas organizaciones políticas. En palabras de López Rubí Calderón (2006), las reformas antirreeleccionistas permitieron al CEN «efectuar una rotación permanente de los cargos legislativos entre los cuadros» partidistas, lo que fortaleció la formación en detrimento de las «maquinarias políticas locales». En suma, favoreció la centralización e impulsó la «hegemonía del partido», al mismo tiempo que, con la «rotación legislativa», subordinó al Congreso de la Unión y lo convirtió en un «instrumento del poder» presidencial.

#### Candidatos presidenciales
| Elección | Candidato               | Votos     | Total de votos válidos | Porcentaje | Resultado    |
| --- | ----------------------- | --------- | ---------------------- | ---------- | ------------ |
| 1929 | Pascual Ortiz Rubio     | 1 947 848 | 2 082 106              | 93.6 %     | Primer lugar |
| 1934 | Lázaro Cárdenas del Río | 2 225 000 | 2 265 971              | 98.2 %     | Primer lugar |
| Fuente: Nohlen, Dieter (2005). «Mexico». Elections in the Americas. A Data Handbook (en inglés). I. North America, Central America and the Caribbean. Oxford: Oxford University Press. p. 472. ISBN 0-19-928357-5. |                         |           |                        |            |              |

### El Nacional Revolucionario
Para cumplir con el requisito de la Ley para la Elección de Poderes Federales de 1918, que obligaba a las juntas directivas de los nuevos partidos a publicar al menos ocho números de un periódico de propaganda en los dos meses anteriores a las elecciones, el PNR inició la publicación de El Nacional Revolucionario. Su primer número se lanzó el 27 de mayo de 1929, bajo la dirección de Basilio Vadillo, con la noticia principal del inicio de la gira del candidato Ortiz Rubio. González Marín (2006) lo define como un medio «serio, didáctico, propagandístico, con definida orientación política e ideológica». Posteriormente, con la llegada de Cárdenas a la presidencia, asumió la dirección el exdiputado Froylán C. Manjarrez, seguido de Héctor Pérez Martínez, Gilberto Bosques y Raúl Noriega. Por su parte, Garrido (2005) dice que el periódico «pretendía ser el medio de expresión de las principales corrientes que se reclamaban de "la Revolución"» y asumió el objetivo de integrar al partido al «número más elevado posible de formaciones y de grupos».
El Nacional Revolucionario contó con secciones de deportes, música, economía, campo, páginas para niños y militares y una sección sobre «La mujer en el trabajo». Alrededor del 15 % de su espacio estaba destinado a la publicidad, de la que el gobierno era el más frecuente anunciante. Modificó su nombre el 15 de mayo de 1931, cuando pasó a denominarse simplemente El Nacional y tiempo después se mantuvo como órgano informativo del PRM, hasta el 1 de enero de 1941, cuando pasó a manos del gobierno. Desde su creación contó con un subsidio oficial y el presidente se encargó de la selección del director. Aunque «formalmente figure como órgano del partido, en la práctica funge como vocero gubernamental». Como El Nacional Revolucionario tuvo el lema «Diario político y de información» y como El Nacional el de «Diario popular».

## Historia

### Elecciones de 1929

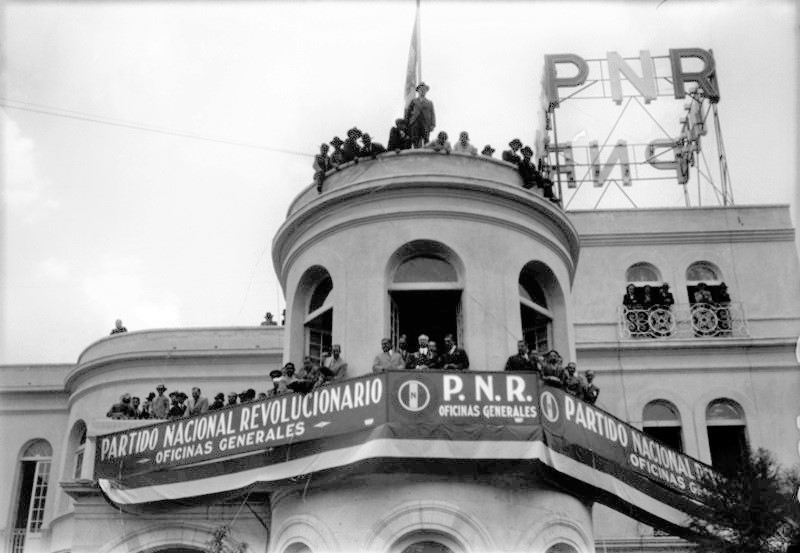
Manifestación en apoyo de Ortiz Rubio, el 29 de junio de 1930, desde el balcón de la sede del partido en las calles General Prim número 128 y Paseo de la Reforma.

En las elecciones presidenciales de 1929 eran precandidatos Ortiz Rubio y Sáenz, este último el favorito con un apoyo de 1250 organizaciones afiliadas al PNR. No obstante, sus relaciones con círculos empresariales y reaccionarios de Monterrey fueron motivo para que algunas personas le negaran su apoyo. En este sentido, personajes como Pérez Treviño, Riva Palacio, Cárdenas, Saturnino Cedillo y Portes Gil, optaron por apoyar a Ortiz Rubio, quien «carecía de grupo, programa y conocimiento de la complicada problemática interna», pero tenía el apoyo de Calles. Los delegados recibieron notificación por parte de representantes del expresidente de que debían apoyar a Ortiz Rubio, pese a que muchos habían expresado días antes su resplado a Sáenz, lo que resultó en la selección por aclamación del primero, pese a que no estaba permitido por las normas del partido. Sáenz y sus partidarios abandonaron la asamblea «haciendo estruendosas pero vagas acusaciones», aunque acabaron por aceptar la decisión y más tarde se reintegraron a la formación partidista, por lo que fueron recompensados con «cargos administrativos y favores gubernamentales».
En los comicios, el PNR se enfrentó a Vasconcelos (PNAR) y Pedro Rodríguez Triana (PCM). Fuentes Díaz (1998) indica que el del primero fue el único movimiento que se enfrentó a la agrupación partidista en sus primeros seis años de vida. «Todos, uno tras otro, caían ante su fuerza trituradora. Su formidable maquinaria electoral doblegaba a los grupos independientes de manera implacable». Por su parte, Meyer (1993) señala que, con Ortiz Rubio, Calles impuso de candidato a alguien «que, por carecer de poder propio, iba a depender de él» e indica que este sería el primer caso de lo que más tarde se denominó «el tapado». El partido empleó su órgano informativo El Nacional Revolucionario para enaltecer a su candidato y para agredir a los opositores, especialmente a Vasconcelos, quien fue objeto de los ataques más «mordaces» que se hicieron a través de editoriales y caricaturas políticas. En este sentido, Córdova (1994) afirma que el PNR también adoptó una actitud de descalificación frente a los demás partidos, especialmente los autodenominados revolucionarios o progresistas y los que «se ostentaban como representaciones políticas» de obreros y campesinos.
El vasconcelismo era más beligerante que otras fuerzas opositoras y «mucho más poderoso políticamente», puesto que atraía y convencía a la sociedad incluso en mayor medida que el PNR. Su programa reivindicaba los principios de la Revolución de 1910 y la figura e ideario de Francisco I. Madero. Proponía además el «sufragio femenino activo y pasivo» y una reducción al poder del Ejército, un mayor presupuesto a la educación popular y autonomía a la Universidad Nacional Autónoma de México, «fraccionamiento de latifundios», creación de la Secretaría del Trabajo y Previsión Social y una ley del servicio civil, entre otras cosas. En contraparte, el PNR se dedicó a ridiculizar al opositor y negarse a tomarlo en serio. No obstante, su respuesta incluso llegó a la represión, manifestada por medio de disolución de mítines, maltrato de seguidores y asesinato. La popularidad de Vasconcelos convirtió la campaña de Ortiz Rubio en una carrera «por promocionar al nuevo partido como el auténtico heredero de la Revolución» y, a lo largo de seis meses, se dedicó a viajar por el país y ensalzar las figuras de Calles y Portes Gil. Vasconcelos relató en sus experiencias en la campaña como «las amenazas, veladas y directas, los asaltos y asesinatos fueron una constante».
En diversas ocasiones, los enfrentamientos entre seguidores de Vasconcelos y miembros del PNR dejaron muertos y heridos. Además, al candidato opositor «le suspendieron la publicación de los artículos que escribía en El Universal». Ruiz Abreu (1978) enlista los métodos del partido, en colusión con el gobierno, para hacer frente al opositor: a los vasconcelistas se les imponían multas, se les detenía, se les prohibía reunirse porque empleaban un «lenguaje insultante contra las autoridades», se sancionaba a hoteleros que les rentaran cuartos, se «apagaban las luces y los oradores eran apresados». También asegura que el partido llegó al «delirio», al despedir a los burócratas que se negaran a apoyarlo. Aunque en las elecciones del 17 de noviembre de 1929 Ortiz Rubio venció con más de 1.8 millones de votos, los vasconcelistas rechazaron los resultados y los calificaron de fraudulentos. El 5 de febrero de 1930, mismo día en que asumió la presidencia, el nuevo mandatario fue víctima de un atentado al regresar al Palacio Nacional. En marzo de ese año, en las cercanías del pueblo de Topilejo se hallaron múltiples cadáveres estrangulados, que las investigaciones revelaron eran simpatizantes de Vasconcelos desaparecidos tras el ataque a Ortiz Rubio.

### Renuncia de Ortiz Rubio y presidencia de Rodríguez
De acuerdo con Meyer (1993), el gobierno de Ortiz Rubio carecía de legitimidad y, al recuperarse del atentado, el nuevo presidente encontró que «el control de su gabinete [...] estaba en manos de Calles». Junto con la crisis económica mundial, la corta presidencia de Ortiz Rubio vivió «una serie constante de crisis y contradicciones en la cúpula del poder» que resultaron en su renuncia el 2 de septiembre de 1932. Al respecto, Medin (2003) explica que el mandatario «comenzó a ceder a la influencia de los intereses latifundistas» y detuvo la repartición de tierras en varios estados. Además, aumentó «el malestar general [...] tanto entre los campesinos como entre los círculos obreros afectados» por la reducción salarial y los conflictos patronales, a lo que se sumaron las consecuencias de la crisis económica: la reducción de las exportaciones y «la consabida reacción en cadena que termina en la baja de salarios y el desempleo». Para sustituirlo y gobernar los dos años y tres meses restantes de administración, el Congreso eligió a Abelardo L. Rodríguez, «hombre de confianza de Calles» y hasta entonces secretario de Economía. Mientras que Rodríguez se encargó de «administrar el país», Calles seguía «tomando las decisiones políticas básicas». Uno de sus primeros objetivos fue «intentar colaborar con la labor de Calles» de «consolidar» y unificar las fuerzas políticas reunidas en el PNR, algo especialmente necesario ante la cercanía de la convocatoria de la nueva convención del partido (1933) para elegir al candidato presidencial en las elecciones de 1934.
Previamente, el 30 de octubre de 1932, en su Primera Convención Nacional Extraordinaria, la agrupación adoptó el principio de no reelección de presidentes y gobernadores, tema que se había discutido con anterioridad el 1 de enero del mismo año, durante el Primer Congreso de Legislaturas de los Estados que convocó, en el que se buscaba «formular un proyecto técnico para uniformar la legislación electoral». No obstante, los debates obligaron al partido a organizar la reunión del 30 de octubre con la única intención de «definir los términos en que el principio antirreeleccionista» debía de agregarse a su programa. El 16 de noviembre de ese año, el CEN del PNR presentó la iniciativa de reforma constitucional —«no reelección absoluta del presidente» y no reelección inmediata en senadores y diputados— a la Cámara de Diputados, que fue aprobada en sesión del Congreso general efectuada el 20 de marzo de 1933. En suma, la presidencia de Rodríguez fue «un breve interinato cuya misión fundamental consistió en preparar y posibilitar la transmisión pacífica de la presidencia al candidato presidencial del PNR». Su gabinete estuvo integrado por callistas, con la única «sorpresa» del retorno de Portes Gil a la política como procurador general. En 1933, la formación política ya había dejado de ser una alianza de partidos y ahora era un partido de afiliación directa. En ese momento, se presentaban dos aspirantes presidenciales, ambos cercanos a Calles, Pérez Treviño —entonces presidente del CEN— y Cárdenas —secretario de Guerra—.

### Elecciones de 1934

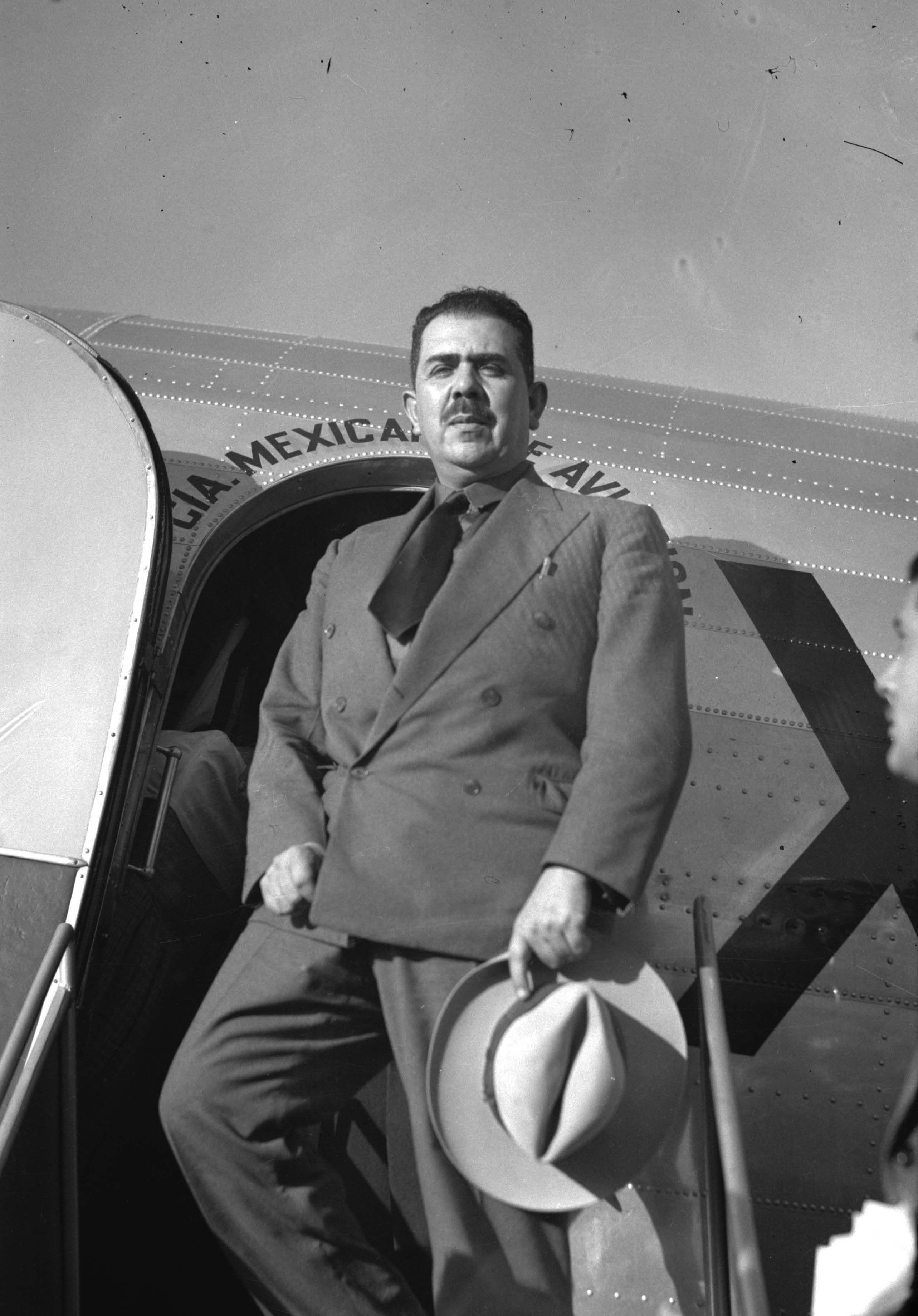
Lázaro Cárdenas del Río en 1937.

Mientras que Pérez Treviño se inclinaba «por una política de élites de exclusión de las masas y de aceptación del statu quo», Cárdenas había mostrado en su gubernatura de Michoacán que prefería «cimentar su acción en organizaciones masivas de campesinos y obreros», lo que le ganó el apoyo de los «cuadros políticos intermedios» que habían «basado su acceso a los círculos de poder en la organización de masas». La Confederación Campesina Mexicana (CCM), organizada por Portes Gil, Cedillo y miembros del «ala agrarista» del partido, mostró su apoyo a Cárdenas, al igual que el hijo de Calles, Rodolfo Elías Calles, gobernador de Sonora, mientras que otros gobernadores respaldaron a Pérez Treviño. En este contexto, el Congreso se dividió en dos grupos: cardenistas y pereztreviñistas. El 12 de mayo de 1933, Pérez Treviño renunció a la presidencia del PNR para «organizar sus apoyos» y tres días después, Cárdenas hizo lo propio en la Secretaría de Guerra. Sin embargo, poco después, Calles expresó su apoyo a Cárdenas, lo que llevó a Pérez Treviño a retirar su precandidatura.
Del 3 al 6 de diciembre de 1933 se desarrolló la Segunda Convención Nacional Ordinaria del PNR, en la que se eligió al candidato a la presidencia. Cárdenas, el único precandidato, fue elegido por aclamación y no por voto secreto. Al respecto Zúñiga Aguilar (2011) señala que quienes no lo apoyaron fueron expulsados del partido y que la convención fue «simple formalidad», dado que la candidatura ya se había aprobado «en las altas esferas del poder por Calles». En palabras de León, uno de los portavoces de la formación, Cárdenas «será electo candidato del PNR en la próxima convención de Querétaro por aclamación de la asamblea, y que será el único candidato que surja en la convención, pues la opinión revolucionaria del país está unificada en ese sentido y es la personalidad idónea para llevar a la práctica el Plan Sexenal [...]».
Calles ordenó la elaboración de proyecto de plataforma política para el candidato, el Plan Sexenal, aprobado también en la Segunda Convención. Los cardenistas lograron modificarlo, dado que originalmente estaba «trazado con el objeto de controlar a Cárdenas», para hacerlo «más radical». Por otra parte, en esta ocasión el candidato del PNR no se enfrentó a una fuerza opositora como la de Vasconcelos, aunque sí hubo «fuerzas externas» al partido que se movilizaron en la campaña. El Partido Socialista de las Izquierdas postuló a Adalberto Tejeda Olivares y la Confederación Revolucionaria de Partidos Independientes a Antonio I. Villarreal. Cárdenas comenzó su campaña en diciembre de 1933 y en ella destacó los aspectos más progresistas del plan, como el control de los recursos nacionales, el respeto a los derechos sindicales o el mantenimiento de una educación socialista. No obstante, sus políticas educativas, religiosas, económicas e internacionales le ganaron la oposición de las clases medias y altas, a las que también rechazaba. La Unión General de Obreros y Campesinos de México calificó de «fascista» al proyecto de gobierno y señalaron al candidato como un «simple representante» de Calles. En las elecciones de julio de 1934, el PNR se impuso con más de 2.2 millones de votos, en una victoria en la que, de acuerdo con Garciadiego (2006), contribuyó la «desunión» y el «desprestigio» de los partidos de la oposición.

### Exilio de Calles
Previo a su elección, Cárdenas reunió a las «fuerzas políticas ajenas al aparato del partido» y creó una base de poder ajeno al PNR. En este sentido, sus apoyos a obreros y campesinos le ganaron la oposición de grupos callistas. En sus primeros meses de mandato, se enfrentó a una oleada de huelgas, que, según Anguiano (1975), eran expresión del descontento obrero ocasionado por la «superexplotación» de los años en que la economía mexicana vivió una recuperación de la crisis y, en consecuencia, los callistas relacionados con grupos empresariales desafiaron su autoridad y acudieron al expresidente. La actitud de Cárdenas «permitió que los trabajadores [...] poco a poco [superaran] su escepticismo respecto al gobierno» y le ofrecieran su cooperación, mientras que Calles y sus seguidores se mostraron inconformes y condujeron una fuerte campaña contra el gobierno cardenista.
En el congreso, los diputados afines al mandatario conformaron el «ala izquierda», «tendiente a afirmar su "libertad de opinión"» fuera del PNR, lo que ocasionó conflictos con los callistas. A lo anterior se sumaron las declaraciones de Calles publicadas el 12 de junio de 1935, en las que criticó a las alas izquierdas y la tolerancia del gobierno a las huelgas de ese año. El presidente del partido, Matías Ramos, le presentó el escrito a Froylán C. Manjarrez, director de El Nacional, para su publicación. Sin embargo, luego de que Manjarrez le informara a Cárdenas, este le pidió su renuncia a Ramos. Calles recibió el apoyo de miembros de la clase política y las críticas de obreros y campesinos, mientras que varios sindicatos formaron el Comité Nacional de Defensa Proletaria y mostraron su apoyo al presidente, al igual que la CCM y la Liga Nacional Campesina. Al respecto, el mandatario escribió:

A las 23 horas se presentó en Palacio Froylán Manjarrez, director de El Nacional, informándome que el general Matías Ramos, presidente del Comité Ejecutivo del Partido Nacional Revolucionario, le envió para su publicación declaraciones que el general Calles dio ayer al senador licenciado Ezequiel Padilla, hablando de la situación política del país y atacando la actitud de las organizaciones obreras. Llamé al general Ramos y le hice conocer la responsabilidad que contraía por no haber dado a conocer dichas declaraciones, que sí publicaron Excélsior y El Universal. Le anuncié la situación a que orillaban, los ataques que provocarían para el propio general Calles y por último que las explotarían los políticos enemigos del gobierno y aduladores del general Calles. Le manifesté que debía plantear desde luego su renuncia de presidente del Partido Nacional Revolucionario. Así lo hizo. Con sus declaraciones confirma el general Calles su propósito de intervenir en la política del país, rompiendo así el ofrecimiento que me hizo en Baja California.
Lázaro Cárdenas, 11 de junio de 1935

El 14 de junio, El Nacional publicó la respuesta de Cárdenas, en la que hacía énfasis en su autoridad como presidente, justificaba las huelgas como «consecuencia del acomodamiento de los intereses representados por los dos factores de la producción» y lamentaba que «grupos políticos del mismo sector revolucionario» hubieran dificultado su administración, para lo que recurrieron a «procedimientos reprobables de deslealtad y traición». El mismo día pidió la renuncia a su gabinete, con lo que eliminó elementos callistas como Rodolfo Elías Calles y  Tomás Garrido Canabal, y Portes Gil quedó al frente de la agrupación. Poco después, Calles anunció su salida de la Ciudad de México con destino a Mazatlán y Los Ángeles. Las diferencias políticas entre los simpatizantes de ambos en la Cámara de Diputados condujeron a un tiroteo el 11 de septiembre, en el que fallecieron los legisladores Manuel Martínez Valadez y Luis Méndez del ala izquierda, por lo que al día siguiente fueron desaforados diecisiete diputados callistas. Luego del retorno de Calles el 13 de diciembre, fueron desaforados cinco senadores, se desaparecieron los poderes en Guanajuato, Durango, Sinaloa y Sonora —gobernados por sus simpatizantes— y se cesó a algunos generales del ejército afines al exmandatario.
Dentro del PNR se expulsó a los políticos callistas, incluido el propio Calles, como Bartolomé Vargas Lugo, Ortega, León y Riva Palacio. Finalmente, el 9 de abril de 1936, Cárdenas ordenó la expulsión del país del «Jefe Máximo» y mandó a Rafael Navarro Cortina, comandante de las fuerzas militares del Distrito Federal, a notificarle. Por esta razón, a las 08:00 del día siguiente, el expresidente abandonó el país con dirección a Los Ángeles, acompañado de Morones, León y Ortega. En palabras de Cárdenas, la salida de Calles tuvo «el propósito de evitar con ello medidas más drásticas en contra del referido grupo y no dar lugar, a la vez, a derramamientos de sangre que ocasionarían una guerra civil». De acuerdo con Meyer (2009), «la derrota política de Calles y del callismo fue un prerrequisito para que el ala izquierdista del PNR [...] pusiera fin a la diarquía que había existido desde hacía tiempo y lograr que la presidencia de la República recuperara su carácter de centro formal y real del poder».

### Disolución
La eliminación de los callistas del partido finalizó con la renuncia de Portes Gil a la presidencia del CEN en 1936. A lo anterior se sumó el establecimiento de nuevas formas de organización apoyadas por el presidente de la República. Esta política de «puertas abiertas» dio inicio el 4 de septiembre de 1936 con un manifiesto del CEN que buscaba una mayor participación de obreros y campesinos. Estas nuevas iniciativas aumentaron el descontento para con la estructura partidista y condujeron a que se pensara en la desaparición del PNR. El 18 de diciembre de 1937, Cárdenas expidió un escrito sobre la modificación del partido, en el que sostuvo «la necesidad de transformar» sus estatutos para incorporar a campesinos, obreros, empleados públicos y militares, y reconoció que la agrupación actuó sin considerar la opinión de la «"masa" que lo sustenta». Además, en él derogó el acuerdo presidencial por el que se descontaban siete días de salario a los trabajadores.
En enero del año siguiente se conformó una comisión con el objetivo de estudiar los cambios en los documentos oficiales e inicialmente se planteó emplear el nombre «Partido Socialista Mexicano», pero al final se optó por el de «Partido de la Revolución Mexicana». Un mes después del manifiesto presidencial, se publicó la convocatoria a la Tercera Asamblea Nacional Ordinaria del PNR, que reunió el 30 de marzo a 393 delegados en representación de diversas organizaciones obreras, campesinas, populares y militares en el Palacio de Bellas Artes, para discutir y aprobar los principios, estatutos y el programa de acción del nuevo partido de la Revolución que sustituiría al PNR, además de firmar el «Pacto Constitutivo del Partido de la Revolución Mexicana». Ese día, se disolvió el PNR y a las 15:30 Silvano Barba González declaró formalmente constituida la nueva agrupación. Esta transformación implicó la «reestructuración de un partido de cuadros y grupos a un partido de "masas"» y desde entonces las tareas de la formación se concentraron en «medir las relaciones políticas entre el aparato estatal y las organizaciones sindicales».

## Legado
De acuerdo con Revueltas (1993), el PNR —el «partido oficial»— fue un «instrumento de control político» que funcionó durante el periodo posrevolucionario en el que los grupos de poder buscaron institucionalizar sus relaciones con la sociedad. En este sentido, su objetivo fue «institucionalizar la lucha por el poder entre los diferentes grupos y facciones de los caudillos revolucionarios». Por su parte, González Padilla (2014) considera que su creación originó «la actual estructura política del México contemporáneo» y dio inicio a la «etapa formativa del Estado mexicano», lo que terminó con el periodo de «dispersión partidista  [sic]» en los años del México posrevolucionario, a lo que coinciden Aguilar Camín y Meyer (2000), para quienes su formación modificó el «pluripartidismo exagerado» que dominaba el ámbito político. Por otro lado, Patiño Manffer (2010) asegura que el PNR significó la conclusión del fenómeno por el que el presidencialismo se impuso al caudillismo y, por tanto, desde ese momento «salvo algunas excepciones, la disputa por el poder ya no se dio por medio de las armas, sino mediante la negociación de las distintas fuerzas al interior del nuevo partido». Su trascendencia perduró hasta finales del siglo, pues cumplió junto con sus sucesores la función —en palabras de Daniel Cosío Villegas— de «contener el desgajamiento del grupo revolucionario; instaurar un sistema civilizado de dirimir las luchas por el poder y dar un alcance nacional a la acción político-administrativa para lograr las metas de la Revolución Mexicana».
En este sentido, Meyer (1977) enlista varios logros de la formación en cuestión de «control político», como la eliminación de sus adversarios: la rebelión escobarista ayudó a la estabilidad al permitir la depuración del ejército y el aparato político; desde entonces «aquellos que intentaran desafiar la disciplina del poder central deberían pensarlo dos veces». El partido dejó claro en las primeras elecciones presidenciales en las que participó que, aunque le era útil la oposición para legitimar el «pretendido pluralismo político», no permitiría que sus adversarios reclamaran «más que una fracción mínima de votos». Por tanto, acabó por limitar el pluralismo con su control de los poderes locales y las agrupaciones populares. Mientras que Garrido (2005) afirma que jugó un papel fundamental en la integración de la nación mexicana y el fortalecimiento de su aparato estatal, Aibar (2012) reconoce que cumplió con la centralización de las decisiones políticas más importantes, aunque al mismo tiempo «su desapego con la sociedad era mayúsculo». El PNR no contaba con «una amplia popularidad y prestigio» al estar identificado con el callismo, pues aunque se le creó para unificar a las facciones revolucionarias, seguía siendo un partido enfocado en «convencer a los individuos en tanto ciudadanos y no a las masas».
A lo largo de sus primeros cinco años de existencia contó con una imagen popular «bastante pobre» entre la mayoría de la población, «sumida en el analfabetismo y sin tradición democrática alguna», para la que el PNR «simplemente no existía». Tampoco tuvo «arraigo popular» ni motivó «manifestaciones musicales [...] pictóricas o literarias». Por esta razón, durante el periodo cardenista se buscó acercarlo a las organizaciones de clase, en un momento en que tenía una imagen deteriorada y que era visto por la mayor parte de la población como el «partido de los caciques callistas, de los políticos corruptos, de los capitalistas y de los terratenientes». También durante el periodo cardenista, el PNR pasó de ser un instrumento político de Calles a una «“institución” estatal bajo el control del Ejecutivo». Reyes Galicia (2007) apunta que el PNR surgió como «una especie de auxiliar del presidente» que tomó parte, junto con la figura presidencial, en una estabilidad que condujo a un «efecto pacificador y aglutinador». No obstante, la consecuencia fue una sociedad «alejada de los procesos políticos», acompañada de una oposición política con una reducida capacidad de acción ante el control que se ejercía de los intentos de movilización. Se logró tal estabilidad al dejar en manos del mandatario en turno la decisión de quién sería su sucesor y creó una de sus «reglas de oro»: el respeto a la no reelección. Al mismo tiempo, se instituyó la «monarquía sexenal», en la que el presidente transmitía su «poder absoluto», al término de su periodo, a su élite cercana.

El partido del Estado en México es, sin duda, un partido sui generis: nunca tuvo que conquistar el poder, sino que lo recibió como herencia de manos de los líderes revolucionarios. [...] El partido del Estado —que nació como PNR [...] nunca ha sido realmente una institución con capacidad de acción propia, sino un instrumento en manos del general Plutarco Elías Calles primero y, a partir de 1935, del presidente en turno.
Meyer (1993)